# والتر فلانيجان
والتر فلانيجان (بالإنجليزية: Walter Flanigan)‏ هو لاعب كرة قدم أمريكية ومدرب رياضي أمريكي، ولد في 7 مايو 1890 في بيردستاون في الولايات المتحدة، وتوفي في 18 يونيو 1962 في روك أيلاند في الولايات المتحدة.